# Setodes hungaricus
Setodes hungaricus är en nattsländeart som beskrevs av Georg Ulmer 1908. Setodes hungaricus ingår i släktet Setodes och familjen långhornssländor. Inga underarter finns listade i Catalogue of Life.